# Mikroelektronik

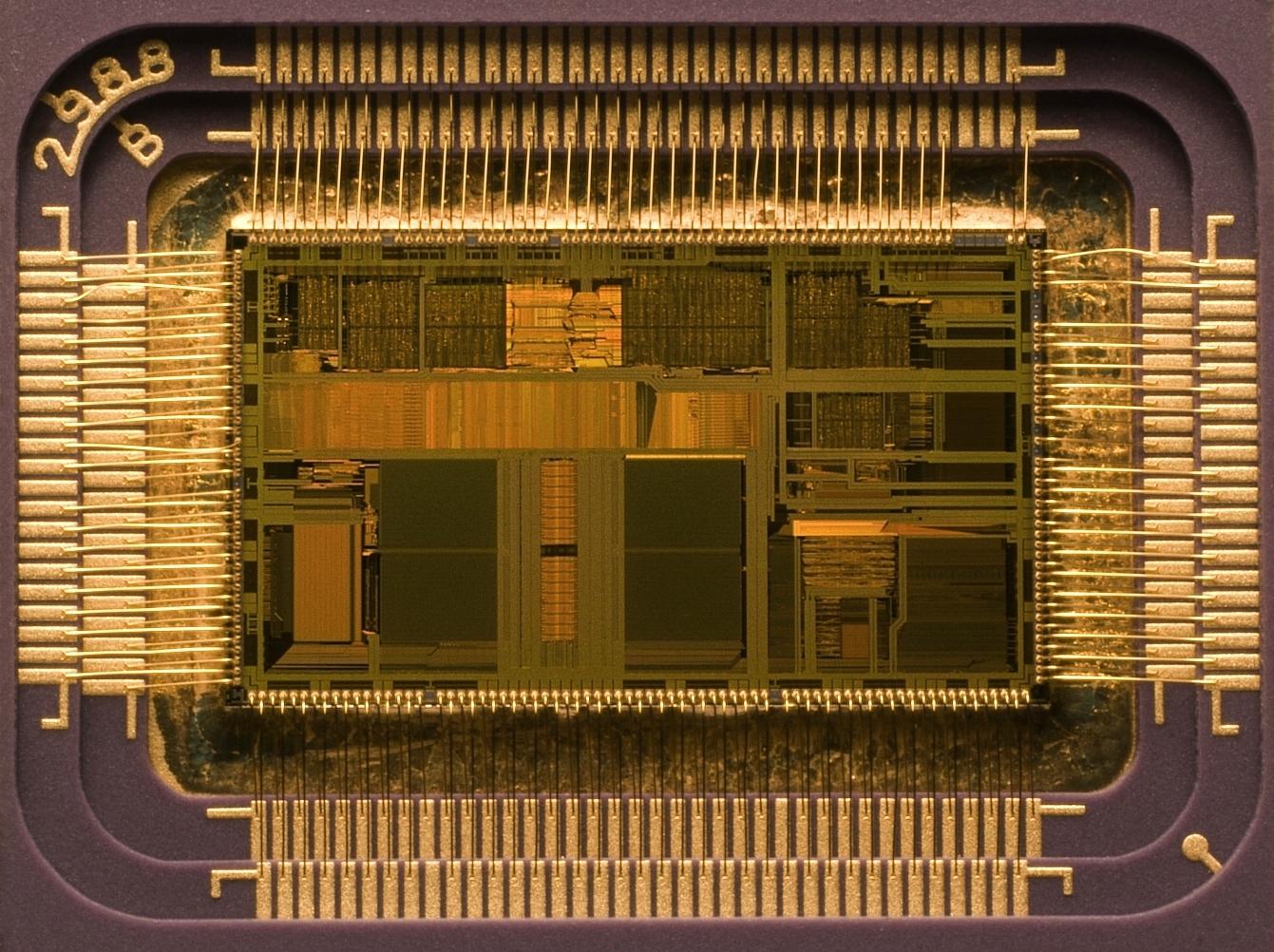
En integrerad krets (IC) som exempelapplikation inom området mikroelektronik. Chiphuset öppnas för att ge en vy av den faktiska kretsen. De gyllene anslutningskablarna, som bildar de elektriska ledningarna mellan IC och huskontakterna, syns på sidorna.

Mikroelektronik är elektronik där komponenternas dimensioner är i mikrometerområdet. Integrerade kretsar är ett exempel på mikroelektronik. Dessa enheter är vanligtvis gjorda av halvledarmaterial. Många komponenter av en normal elektronisk design finns tillgängliga i en mikroelektronisk motsvarighet. Sådana är transistorer, kondensatorer, induktorer, resistorer, dioder och (naturligtvis) isolatorer och ledare kan alla hittas i mikroelektroniska enheter. Unik ledningsteknik som till exempel trådbindning används också ofta inom mikroelektronik på grund av den ovanligt lilla storleken på komponenterna, ledningarna och kuddarna. Denna teknik kräver specialutrustning och är dyr. 
Digitala integrerade kretsar (IC) består av miljarder transistorer, resistorer, dioder och kondensatorer. Analoga kretsar innehåller vanligtvis också motstånd och kondensatorer. Induktorer används i vissa högfrekventa analoga kretsar, men tenderar att uppta större chiparea på grund av deras lägre reaktans vid låga frekvenser. Gyratorer kan ersätta dem i många tillämpningar.
Allt eftersom tekniken har förbättrats har storleken på mikroelektroniska komponenter fortsatt att minska. I mindre skala kan den relativa påverkan av inneboende kretsegenskaper som sammankopplingar ha ökad betydelse. Dessa kallas parasiteffekter och målet för mikroelektronikkonstruktören är att hitta sätt att kompensera för eller minimera dessa effekter, samtidigt som de skapar mindre, snabbare och billigare enheter.
Idag är mikroelektronikkonstruktion till stor del hjälpt av programvara för elektronisk designautomation (EDA).

## Utbildningar inom mikroelekronik
KTH har haft en civilingenjörsutbildning i mikroelektronik.

## Företag inom mikroelektronik
Bland företag inom mikroelektronik kan Kitron och Note nämnas.